# Абдул Рахим Гафурзай
Абдул Рахим Гафурзай 1947 — 21 августа 1997) был афганским политиком и дипломатом. Он был этническим пуштуном, членом племени Мохаммадзай. Занимал должность премьер-министра Афганистана и министра иностранных дел.

Родился Абдул Рахим Гафурзай в 1947 году.
В 1970-х он поступил на дипломатическую службу Афганистана. Он был отправлен в Соединённые Штаты, чтобы представлять политическую администрацию, поддерживаемую Советским Союзом. Будучи послом в Организации Объединённых Наций, Гафурзай считал своим долгом призвать глобальных партнёров осудить ввод советских войск в Афганистан в 1979 году. С тех пор и до 1992 года он работал над поощрением международной оппозиции режиму, установленному Советами в Афганистане.
Когда в 1992 году коммунистическое правительство пало, Гафурзай выступил в качестве посредника, чтобы объединить противоборствующие группировки моджахедов. Он работал в Организации Объединённых Наций до 1995 года, а затем стал заместителем министра иностранных дел. Потом он стал министром иностранных дел в июле 1996 года.
Гафурзай оставался министром иностранных дел Афганистана до 11 августа 1997 года.
11 августа 1997 года всего за десять дней до смерти он был назначен премьер-министром правительства Исламского Государства Афганистан. Он погиб 21 августа 1997 года в авиакатастрофе в провинции Бамиан, где собирался вести переговоры с союзниками о формировании своего кабинета.